# Stanisław Lehmann
Stanisław Lehmann (ur. 9 kwietnia 1904 w Mogilnie, zm. 14 października 1956 w Bydgoszczy) – polski działacz państwowy i sportowy, polityk, w latach 1949–1950 przewodniczący Pomorskiej Wojewódzkiej Rady Narodowej w Bydgoszczy.

## Życiorys
Syn Wilhelma i Pelagii. Od 1929 działał w Polskiej Partii Socjalistycznej, pełniąc funkcje sekretarza (1929, 1930) i wiceprzewodniczącego (1933) Komitetu Miejscowego PPS w Bydgoszczy oraz sekretarza Okręgowego Komitetu Robotniczego (1930–1932). Pracował jako asystent biurowy w urzędzie miejskim w Mogilnie oraz asystent magistracki i policyjny w Buku, następnie ok. 1923 sekretarz miejski w Mogilnie i Koronowie. Pomiędzy 1924 a 1936 pracował w kancelariach adwokackich w Bydgoszczy. Zajmował się działalnością sportową: kierował biurem Pomorskiego Okręgowego Związku Piłki Nożnej w Bydgoszczy (1936–1939), był prezesem RKS „Amator” Bydgoszcz i Kolejowego Klubu Sportowego „Brda” Bydgoszcz (1946–1949), a także współzałożycielem KS „Zryw”. Związany również z innymi dyscyplinami sportowymi jako prezes Pomorskiego Okręgowego Związku Atletycznego (1934, 1935, 1945–1947) i Bydgoskiego Towarzystwa Wioślarskiego (1948–1949). Był wiceprzewodniczącym Wojewódzkiej Komisji Kultury Fizycznej, współtworzył także Radę Kultury Fizycznej i Sportu przy Okręgowej Komisji Związków Zawodowych oraz Robotnicze Towarzystwo Przyjaciół Dzieci.
W 1945 wstąpił do Polskiej Partii Robotniczej, w 1948 przekształconej w Polską Zjednoczoną Partię Robotniczą. Pełnił funkcję kierownika Wydziału Administracyjno-Samorządowego Komitetu Wojewódzkiego PPR w Bydgoszczy (1946–1948), od 1949 do 1950 zajmował stanowisko pełnomocnika wojewódzkiego ds. walki z analfabetyzmem. Zasiadał w Pomorskiej Wojewódzkiej Radzie Narodowej w Bydgoszczy, pełnił funkcję jej przewodniczącego od 19 marca 1949 do 24 maja 1950. W 1951 został szefem klubu radnych PZPR w tym gremium.
Zmarł w 1956 w wyniku choroby nowotworowej, pochowany na Cmentarzu Komunalnym w Bydgoszczy przy ul. Kcyńskiej. Jego imieniem nazwano Stadion Leśny im. Stanisława Lehmanna, a także ulicę na bydgoskim osiedlu Przylesie (w 2017 zmieniono jej patrona na Władysława Stomę).
Został odznaczony Medalem 10-lecia Polski Ludowej (1955) oraz dwukrotnie Złotym Krzyżem Zasługi (1949, 1955).